# Discografia de Further Seems Forever
A discografia da banda Further Seems Forever consiste em três álbuns de estúdio, um gravado ao vivo, uma compilação, três álbuns vídeo e um EP.

## Álbuns de estúdio
| Ano                        | Detalhes                                                                                              | Posições      | Posições  | Posições    |
| Ano                        | Detalhes                                                                                              | Billboard     | Billboard | Billboard   |
| Ano                        | Detalhes                                                                                              | Billboard 200 | Christian | Heatseekers |
| -------------------------- | --- | ------------- | --------- | ----------- |
| 2001                       | The Moon Is Down - Lançamento: 27 de Março de 2001 - Gravadora: Tooth & Nail - Format: CD, LP         | —             | —         | —           |
| 2003                       | How to Start a Fire - Lançamento: 11 de Fevereiro de 2003 - Gravadora: Tooth & Nail - Formato: CD, LP | 133           | 6         | 1           |
| 2004                       | Hide Nothing - Lançamento: 24 de Agosto de 2004 - Gravadora: Tooth & Nail - Formato: CD, LP           | 122           | 4         | 3           |
| "—" não chegou às tabelas. | |               |           |             |

### Ao vivo
| Ano  | Detalhes                                                                                  |
| ---- | ----------------------------------------------------------------------------------------- |
| 2007 | The Final Curtain - Lançamento: 9 de Janeiro de 2007 - Gravadora: 567 - Formato: CD / DVD |

### Compilações
| Ano  | Detalhes                                                                                           |
| ---- | -------------------------------------------------------------------------------------------------- |
| 2006 | Hope This Finds You Well - Lançamento: 21 de Março de 2006 - Gravadora: Tooth & Nail - Formato: CD |

### EP
| Ano  | Detalhes                                                                   |
| ---- | -------------------------------------------------------------------------- |
| 1999 | From the 27th State - Lançamento: 1999 - Gravadora: Takehold - Formato: CD |

### Singles
| Ano  | Detalhes |
| ---- | --- |
| 2002 | "Further Seems Forever / Twothirtyeight" - Lançamento: 17 de Dezembro de 2002 - Gravadora: Tooth & Nail - Formato: 7" |

### Videoclipe
| Ano  | Música                  | Álbum               |
| ---- | ----------------------- | ------------------- |
| 2001 | "Snowbirds and Townies" | The Moon Is Down    |
| 2003 | "The Sound"             | How to Start a Fire |
| 2004 | "Light Up Ahead"        | Hide Nothing        |

### Outras participações
As músicas seguintes foram lançadas em compilações.
| Ano  | Detalhes                                                                                                  | Música                                   |
| ---- | --- | ---------------------------------------- |
| 1999 | An Ocean of Doubt - Lançamento: 28 de Setembro de 1999 - Gravadora: Deep Elm - Formato: CD                | - "Vengeance Factor"                     |
| 2002 | Rock Music: A Tribute to Weezer - Lançamento: 22 de Janeiro de 2002 - Gravadora: Dead Droid - Formato: CD | - "Say It Ain't So" (original de Weezer) |
| 2002 | Punk Goes Pop - Lançamento: 2 de Abril de 2002 - Gravadora: Fearless - Formato: CD                        | - "Bye Bye Bye" (original de *NSYNC)     |